# Boophis goudotii
Boophis goudotii és una espècie de granota de la família dels mantèl·lids endèmica de Madagascar.